# سارة ستون
سارة ستون (بالإنجليزية: Sarah Stone)‏ هي لاعب كرة مضرب أسترالية، ولدت في 23 مارس 1982.

## وصلات خارجية
- سارة ستون على موقع رابطة محترفات التنس (الإنجليزية)
- سارة ستون على موقع الاتحاد الدولي لكرة المضرب (الإنجليزية)